# Остудник голий
Остудник голий (Herniaria glabra) — вид квіткових рослин родини гвоздичні (Caryophyllaceae).
Народні назви: собаче мило, гладун, грижниця.

## Опис
Остудник голий — однолітня рослина з слабо розвиненою кореневою системою, заввишки 15–30 см.Чашечка гола або майже гола. Квітки п'ятичленні. Чашолистків, пелюсток і тичинок по 5. Стовпчик малопомітний або зовсім нерозвинений, коробочка гола або вгорі коротко ворсиста. Стебла тонкі, довжиною 10-15 см, сильно розгалужені, стеляться по поверхні ґрунту. Листя супротивне, цільнокрайнє, жовтувато-зелене, з яйцеподібними, перетинчастими, війчастими прилистками. Квітки дрібні, жовтувато-зелені, зібрані в небагатоквіткові клубки в пазухах листя. Плоди — однонасінні горішки в чашечці. Цвіте рослина з червня до вересня. Плоди дозрівають в серпні-жовтні.

## Поширення
Рослина зустрічається по всій Європі, Північній Азії та Північній Африці. В Україні росте на відкритих місцях, галявинах, при дорогах як бур'ян. В Україні найчастіше зустрічається в Закарпатті, Прикарпатті, західне Полісся). Росте на сухих, часто кам'янистих схилах, на прирічкових пісках. Великих чагарників не утворює, зазвичай зустрічається невеликими групами.

## Фармацевтичні властивості
Трава містить глікозид герніарин, герніаріесапонін, алкалоїд пароніхін, геумарин, метиловий ефір, умбеліферона, ефірну олію. Використовується в гомеопатії. Остудником можна мити домашніх тварин (звідси назва собаче мило).

## Заготівля
Заготовляють траву під час цвітіння, зрізуючи ножиком. 
Сушать та зберігають в сухих, добре провітрюваних приміщеннях. Строк придатності 2 роки. 